# Spectata fides
Spectata fides, en español, "Probada fidelidad", es la decimoséptima encíclica del papa León XIII, de fecha 27 de noviembre de 1885; en ella se congratula con los obispos de Inglaterra por su celo en establecer escuelas cristianas.

## Contexto histórico
El pontificado de León XIII coincide con consolidación del estado liberal en la mayor parte de Europa. Esta circunstancia incide en todo su pontificado en el que "trató de dar una respuesta al desafío que planteaba un mundo que definitivamente abandonaba el Antiguo Régimen y se echaba en brazos de las nuevas formas de política y de la nueva clase dominante, la burguesía".
No faltan, por ello en sus encíclicas, una exposición clarificadora sobre las principales cuestiones que se planteaban en la sociedad; por citar solo dos de estas cuestiones: en Libertas praestantissimum, expone el valor y el sentido auténtico de la libertad; en Rerum novaron, la respuesta cristiana a la cuestión social. 
Otro de los retos que presentaba el liberalismo era la implantación de la enseñanza oficial laica y obligatoria, una medida acompañada en ocasiones, de la prohibición de ejercer la enseñanza católica a las órdenes religiosas o incluso a su expulsión. León XIII denuncia la injusticia de esas medidas en varias de sus encíclicas, así se refiere a lo que sucede en Italia, en su encíclica  Etsi Nos (1882); en Francia, en Nobilissima Gallorum gens, (1884), o en Alemania, en Iampridem (1886).
También en el Reino Unido, en 1870, se había introducido la enseñanza laica, con un sistema público que aspiraba a llegar a toda la población: Pero aquí no se trataba, como sucedía en otros países europeos, de defender un statu quo anterior, pues la enseñanza católica nunca había estado presente en la enseñanza oficial británica; sino de proporcionar a los hijos de los católicos una enseñanza acorde con su fe. Este es el objetivo que el papa alienta en esta encíclica; incluyendo además un comentario sobre la decidida actitud de los británicos no católicos en este campo, en cuanto podía suponer un ejemplo para los católicos.

## Contenido de la encíclica
Spectata fides et singularis in hanc Sedem Apostolicam pietas vestra mirabiliter elucet in communibus litteris quas a Vobis proxime accepimus.
Vuestra fe probada y vuestra singular devoción a esta Sede Apostólica resplandecen admirablemente en la carta conjunta que recibimos recientemente de vosotros.

Con estas palabras el papa se refiere a la carta que le ha envido el episcopado inglés, en que le da noticias de los medios que han puesto para cuidar la formación cristiana de los adolescentes. A lo largo de la encíclica manifiesta su alegría por el modo que han afrontado esta tarea, superando con empeño y dedicación las dificultades que se presentaban para abrir escuelas para niños, orientando así a los jóvenes desde los primeros años de estudio. La alabanza ante esta actuación la extiende el papa a los sacerdotes que asumen esta tarea, y también a la generosidad de todos los fieles, destacando que esa generosidad no solo se ha dado en los ricos, sino también en los que más desfavorecidos, que muchas veces han sabido privarse de lo que necesitan sacrificándose por la educación de sus hijos.
Recuerda la encíclica la necesidad, especialmente en esos tiempos, de escuelas en que se forme cristianamente a los niños, motivo por el que alaba las escuelas que, gracias al trabajo y liberalidad de los particulares se han establecido en Francia, Bélgica, América y en las colonias del Imperio Británico; también en Roma, el papa ha procurado que se abriesen suficientes escuelas. Se trata, en todos los casos, de escuelas que respetan la libertad de los padres y que, por otra parte preparan buenos ciudadanos para el Estado.
En este contexto el papa muestra su satisfacción al comprobar que, además de los católicos, muchos otros en Inglaterra tienen similares objetivos

Ellos no están de acuerdo con Nosotros en todas las cosas; sin embargo, ven cuán importante, tanto por el bien de la sociedad como de los hombres individualmente, es la conservación de esa sabiduría cristiana que sus antepasados recibieron por medio de San Agustín, de Nuestro Predecesor, Gregorio Magno: una sabiduría que las violentas tempestades que vinieron después no la han dispersado por completo.

Concluye la encíclica pidiendo a los obispos que perseveren en este servicio, confiando en la ayuda divina; concediéndoles a ellos, al clero y al pueblo que tienen encomendado, la bendición apostólica.